# Gali (district)
Gali (Abchazisch: Гал араион, Gal araion; Georgisch: გალის რაიონი, Galis raioni; Russisch: Гáльский район, Gaslki rajon) is een district in het noordwesten van Georgië, gelegen in de feitelijk afgescheiden autonome republiek Abchazië. Het district heeft een oppervlakte van 504,3 km² en kent 30.273 inwoners (2022), welke voor 98% van etnisch Georgische afkomst zijn. Het bestuurlijk centrum is de stad Gali.

## Georgische en Abchazische interpretatie

Het district Gali volgens de Abchazische autoriteiten

In 1995 werd door de de facto onafhankelijke republiek Abchazië een deel van het district afgesplitst om samen met een deel van het aangrenzende district Otsjamtsjire het nieuwe district Tkvartsjeli te vormen. Deze aanpassing wordt niet door Georgië erkend.

## Demografie
Op 1 januari 2022 telde het rajon Gali 30.273 inwoners, een daling in een lineair verloop van 3,5% ten opzichte van de volkstelling van 2011. In de jaren 1990 halveerde de bevolking van het district door het Georgisch-Abchazisch conflict en het uiteenvallen van de Sovjet-Unie, wat een massa-exodus van Georgiërs en de emigratie van met name Russen betekende.
| Rajon Gali | 50.086 | 49.895 | 59.619 | 73.256 | 75.306 | 79.688 | 29.287 | 30.356 | 30.273 |  |  |  |  |  |
| |        |        |        |        |        |        |        |        |        |  |  |  |  |  |
| Gali | 3.305  | 3.847  | 9.368  | 13.628 | 14.706 | 15.687 | 7.169  | 7.605  | 7.452  |  |  |  |  |  |
| Verantwoording data: 1926-1989, volkstellingen 2003 en 2011, jaaropgave 1 januari 2022. Noot: De Abchazische cijfers vanaf 1994 worden niet erkend door Georgië. |        |        |        |        |        |        |        |        |        |  |  |  |  |  |

### Etniciteit
Anno 2022 bestond de bevolking van Gali vrijwel geheel uit etnisch Georgiërs (98,2%), waarvan 6,7% van Mingreelse afkomst. De Abchaziërs (0,7%) en Russen (0,6%) waren de derde en vierde bevolkingsgroep. Vanaf de oprichting van het district zijn de Georgiërs altijd ruimschoots in de meerderheid geweest. De Abchaziërs werden door het bevolkingsbeleid van Lavrenti Beria uit het district verhuisd, waarvoor in de plaats nog meer Georgiërs kwamen, met name Mingreliërs. De Armeense bevolkingsgroep speelde in Gali in de 20e eeuw geen rol van betekenis. Gali raakte door het Georgisch-Abchazisch conflict, de etnische zuiveringen als gevolg daarvan, 46.000 Georgische inwoners kwijt, maar de Georgiërs bleven dominant in het district.
| Abchaziërs                                                                 | 25,9%% | 3,6%   | 0,7%  | 0,7%  | 0,8%  | 0,8%  | 0,4%  | 0,7%  | 0,7%  |
| Georgiërs                                                                  | 73,4%  | 89,6%% | 91,0% | 88,3% | 91,5% | 93,8% | 98,7% | 98,2% | 98,2% |
| Russen                                                                     | 0,3%   | 5,4%   | 5,0%  | 7,0%  | 4,9%  | 3,1%  | 0,5%  | 0,6%  | 0,6%  |
| Verantwoording data: Ethno Kavkaz, Abchazisch Staatscomité voor Statistiek |        |        |       |       |       |       |       |       |       |

## Administratieve onderverdeling
Het district Gali is volgens de Abchazische autoriteiten administratief onderverdeeld in 18 dorpsbesturen (Администрации сел, Administratsii sel) met in totaal 50 nederzettingen. Daarnaast is er een stad (Город, Gorod).
- steden: Gali, bestuurlijk centrum district;
- dorpen in Gali zijn onder andere Tsjoeboerchindzji, en volgens de Georgische indeling Bedia.

## Vervoer
De belangrijkste en tevens enige doorgaande weg door het district is de Georgische S1 / E97, de belangrijkste hoofdroute in Georgië en door Abchazië. De weg verbindt Gali met de belangrijkste plaatsen van Abchazië, via hoofdstad Soechoemi naar Goedaoeta en Gagra naar de grensovergang van Abchazië met Rusland. Vanaf het district Gali gaat de weg in zuidoostelijke richting over de Engoeri naar Zoegdidi in centraal bestuurd Georgië.
De belangrijkste regionale weg door de gemeente is de nationale route Sh185. Deze voert vanaf de stad Gali parallel lang de Engoeri-rivier langs een reeks dorpen. 